# Pomník Janka Kráľa (Bratislava)

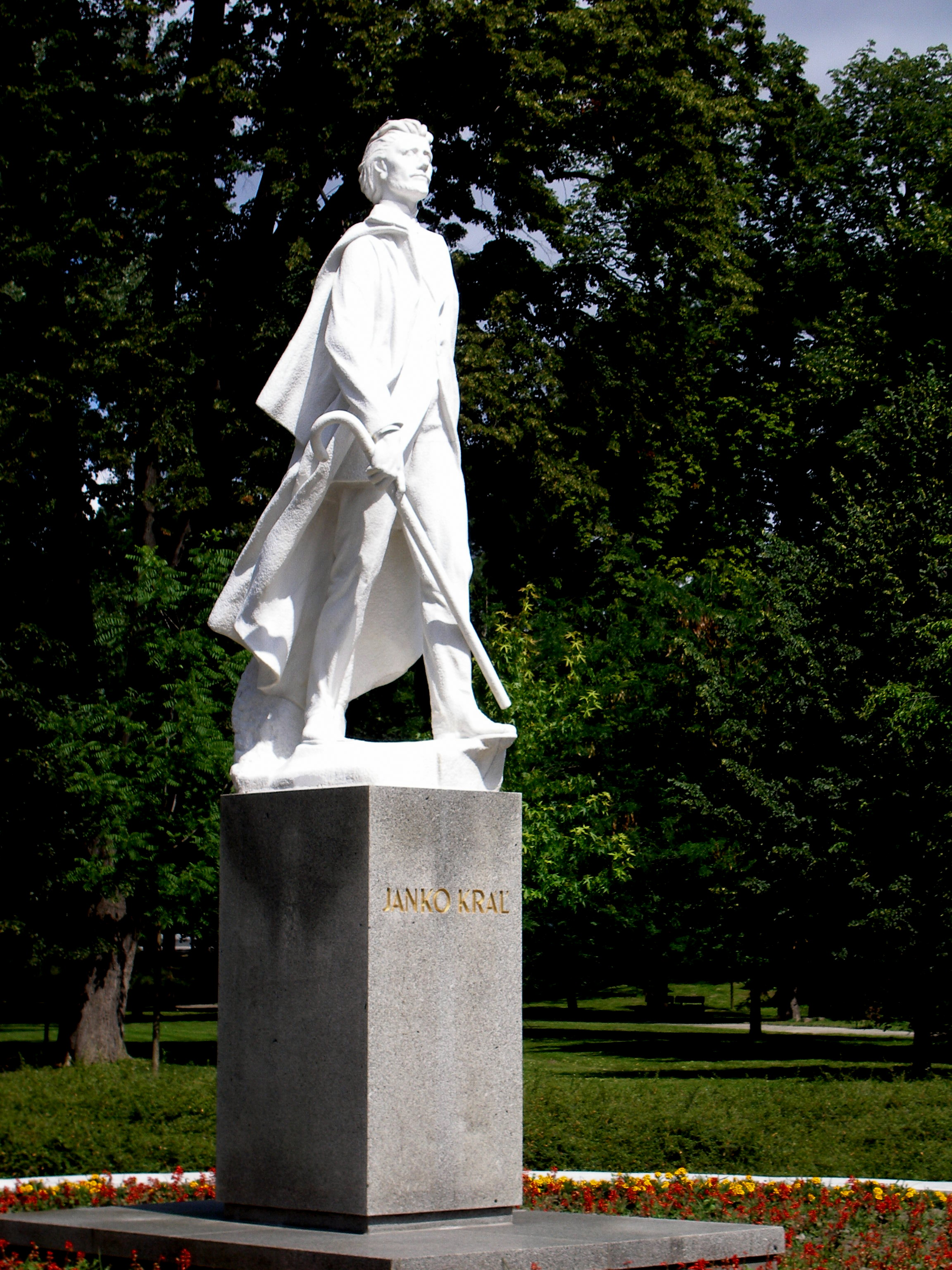
Pomník Janka Kráľa v Bratislavě

Pomník Janka Kráľa je národní kulturní památka (zapsaná v Ústředním seznamu památkového fondu pod číslem 321/2, nacházející se v bratislavské městské části Petržalka v Sadech Janka Kráľa. Za národní kulturní památku byl prohlášen 23. října 1963.
Autory sochy jsou akademický sochař Fraňo Gibala a Ing. arch. Štefan Imrich. Socha s pomníkem je věnována slovenskému národnímu obrozenci, představiteli romantismu a jednomu z nejvýznamnějších a nejradikálnějších básníků štúrovské generace Janku Kráľovi.
Ve spodní často pomníku se nachází žulový podstavec šedé barvy, na němž je pozlacený nápis Janko Kráľ. Na podstavci stojí samotná socha básníka. Vyhotovena je z kararského mramoru bílé barvy, její výška je 3 metry.
Socha získala v roce 1960 v Praze Čestné uznání. V tomto roce se také rozhodlo, že socha bude umístěna právě v bratislavském sadu Janka Kráľa.
V roce 2009 prošel celý pomník rekonstrukcí, v rámci níž byl nejen kompletně vyčištěn, ale byly na něm doplněny i chybějící části.